# Anelytropsis papillosus
Anelytropsis papillosus is een hagedis uit de familie slanghazelwormen (Dibamidae).

## Naam en indeling
De wetenschappelijke naam van de soorten van het geslacht werd voor het eerst voorgesteld door Edward Drinker Cope in 1885. Het is de enige soort uit het monotypische geslacht Anelytropsis.
De wetenschappelijke geslachtsnaam Anelytropsis betekent vrij vertaald 'met een schild bedekt ook' en is een samentrekking van de Griekse woorden “ana” (bovenop), “elytron” (schild) en “ops” (oog).

## Verspreiding en habitat
De hagedis komt voor in delen van Midden-Amerika en leeft endemisch in Mexico. De skink komt voor in het noordoosten van het land in de staten San Luis Potosi, Veracruz, Querétaro, Hidalgo, Oaxaca en Tamaulipas. De habitat bestaat uit vochtige bossen, waar de skink in de strooisellaag leeft.
De hagedis heeft een zeer verborgen levenswijze waardoor nog weinig bekend is over de levenswijze. De vrouwtjes produceren geen eieren maar brengen volledig ontwikkelde jongen ter wereld.

## Beschermingsstatus
Door de internationale natuurbeschermingsorganisatie IUCN is de beschermingsstatus 'veilig' toegewezen (Least Concern of LC).